# 维西蔷薇
维西蔷薇（学名：Rosa weisiensis）为蔷薇科蔷薇属下的一个种。

## 扩展阅读
- 維基物種上的相關：维西蔷薇